# أرمورد كور: ماستر أوف أرينا
أرمورد كور: ماستر أوف أرينا، هي لعبة فيديو صدرت عام 1999، تم تطويرها ونشرها من قبل فروم سوفتوير حصرياً لأجهزة بلاي ستيشن الأصلية.

## روابط خارجية
- الموقع الرسمي
 باللغة اليابانية
- Armored Core: Master of Arena at FromSoftware
- Armored Core: Master of Arena at MobyGames